# Charles Blondel (conseiller d'État)
Pour les articles homonymes, voir Blondel et Charles Blondel (homonymie).
Charles Henri Marie Blondel, né le 17 octobre 1895 à Quincy-le-Vicomte (Côte-d'Or) et mort le 7 octobre 1975 à Paris, conseiller d'État, fut l'un des commissaires de la République du Gouvernement provisoire en 1944.

## Biographie
Charles Blondel est le fils aîné du philosophe Maurice Blondel et de Rose Royer (1874-1919), elle-même fille d'Édith Royer.
Appelé en 1915 comme simple soldat, il fait toute la guerre au 411e régiment d'infanterie. Il est blessé le 7 août 1916 à la cote 304. Aspirant en octobre 1917, il participe comme chef de section de mitrailleuses au coup de main de Moncel et y gagne une citation à l'ordre du régiment. Sous-lieutenant en juillet 1918, il est affecté après l'armistice au quartier général de la 167e division d'infanterie, puis à la mission militaire française à Berlin, et n'est démobilisé qu'en septembre 1919. Il sera promu lieutenant de réserve en 1925.
Il entre au Conseil d'État le 1er janvier 1922 et effectue la première partie de sa carrière, avant guerre, à la Section du contentieux. Il passera après guerre à la Section sociale. Il est en 1928 chef de cabinet du sous-secrétaire d'État au Travail, à l'hygiène, à l'assistance et à la prévoyance sociales Alfred Oberkirch,, en 1930 chargé de mission au ministère des Pensions puis, en 1938, membre du cabinet du ministre des Anciens combattants et pensionnés Auguste Champetier de Ribes.
Attiré, comme son oncle Georges Blondel et son beau-frère Charles Flory, par le catholicisme social, il participe activement aux Semaines sociales. Il y fait en particulier à Angers en 1935 un cours remarqué sur Les fonctionnaires dans la Nation, où il conclut, comme dans l'article qu'il a publié l'année précédente dans la revue Politique, sous le même titre et sous le pseudonyme de Claude Leblond, à la nécessité de doter les fonctionnaires d'un statut,. Sous le même pseudonyme il est, à partir de 1933, un éditorialiste régulier dans l'Aube et cosigne l'appel « Pour le peuple basque » publié, à la suite du bombardement de Guernica, par La Croix le 8 mai 1937,.
Lorsque, portée par l'élan du Front populaire, la CFTC en vient à craindre que son succès ne suscite des réactions politiques, il met ses compétences de maître des requêtes au Conseil d'État à son service pour surveiller ce qui, dans la législation en chantier, pourrait la mettre en danger. En 1938 il collabore avec Georges Bidault pour la rédaction de la brochure Aux hommes de notre esprit, qui accompagne le lancement des Nouvelles Équipes Françaises, et prône au mois d'août 1940 « l'armement spirituel clandestin »,, attitude qui lui vaut d'être salué par Emmanuel Mounier comme « un des rares hommes de formation démocrate-chrétienne qui ait quelque sens de l'histoire »,. En 1942 il remet au cardinal Suhard un rapport démontrant que le gouvernement de Vichy n'était plus libre depuis l'été 1940.
Bien que, sous l'autorité du CNR, Jacques Fonlupt-Espéraber eût été désigné, en 1943, préfet régional à Strasbourg, en septembre 1944 c'est Charles Blondel que le GPRF choisit pour exercer les fonctions de commissaire régional de la République pour les départements du Haut et du Bas-Rhin, (dont Fonlupt et Haelling deviennent respectivement préfets). À Strasbourg (libérée le 23 novembre 1944), Blondel répond diplomatiquement aux FFI locaux qui se plaignent de la nomination de chargés de mission « venant de l'intérieur » :

« L’arrivée des fonctionnaires est la conséquence du retour de l’Alsace à la France et du rétablissement de la légalité républicaine dans les deux départements placés désormais sous la pleine et souveraine autorité du gouvernement provisoire et de son chef, le général de Gaulle, qui ajoute à cette qualité celle de chef de tous les résistants de France, parmi lesquels les FFI d’Alsace occupent une place de choix. »

 Toutefois, avant même la libération de Strasbourg, il a remis au gouvernement une note appelant à traiter l'Alsace avec « de grands ménagements et une sollicitude particulière », en particulier en respectant, car il n'est pas antinomique de son attachement à la France, son caractère de « pays de langue allemande ». Charles Blondel ne reste cependant commissaire régional de la République que jusqu'au 19 juin 1945, date à laquelle il est remplacé par Émile Bollaert.
Après la guerre, en plus de ses charges officielles au Conseil d'État, au conseil supérieur de la fonction publique (de 1948 à 1963), puis à l'Ordre des médecins, il continue à travailler à l'organisation de l'action sociale, présidant et animant l'Union nationale des secrétariats sociaux et jouant un rôle central dans la fondation de l'UNIOPSS,. Il préside le Conseil supérieur des entreprises de presse, la commission qui statue sur l'emploi obligatoire des mutilés de guerre, le comité d'organisation de l'enseignement de l'École des surintendants du service social. Il est, en 1946, président de section à la Commission supérieure chargée de déterminer le salaire minimum vital.
Sous la IVe République il est aussi l'un des sept membres désignés par l'Assemblée nationale, à chacune de ses sessions annuelles, pour siéger au Comité constitutionnel.
En mai 1968 il cosigne avec, entre autres, Philippe Farine, Robert de Montvalon, Henri Théry et Marie-Dominique Chenu un « appel de personnalités catholiques pour une nouvelle société ».
Il avait épousé, à Paris le 17 mars 1924, Marie-Thérèse Bazire, fille aînée d'Henri Bazire,.

## Distinctions
- Commandeur de la Légion d'honneur [34]
- Croix de guerre 1914–1918, étoile de vermeil[3],[40]
- Médaille d'or de la mutualité[9]